# Wyśmierzyce
Wyśmierzyce is een stad in het Poolse woiwodschap Mazovië, gelegen in de powiat Białobrzeski. De oppervlakte bedraagt 16,56 km², het inwonertal 884 (2005).